# Barreiros, São José
För andra betydelser, se Barreiros.

Barreiros tillhör kommunen São José, vars läge är markerat på denna karta.

Barreiros är ett distrikt i kommunen São José i delstaten Santa Catarina i södra Brasilien. Området ingår i Florianópolis storstadsområde och distriktet hade 104 200 invånare vid folkräkningen 2010.